# 中微子探测器
微中子探測器是觀測微中子的實驗設備。
由於微中子只參與弱交互作用，一般探測器需要建造得夠大，以接收到足夠數量的微中子訊號。
微中子探測器一般會選擇建造在地底深處，以屏蔽宇宙射線以及其它背景輻射。微中子天文學目前仍未成熟，現今已確認來自地球以外的訊號來源只有太陽和超新星SN 1987A。然而未來微中子觀測站將「為天文學家提供透析宇宙的展新視野」。
微中子的探測方法有許多種。
- 超級神岡探測器裝置是一個極大容積的50000吨纯水，並且在週圍設置了11200个光電倍增管。微中子入射後會產生的電子和μ子，光電管便可偵測電子、μ子所放出的契忍可夫輻射。
- 薩德伯里微中子觀測站的探測方法類似，然而他們使用1000吨重水作為介質。
- MINOS（英语：MINOS）的探測器使用塑膠製的闪烁晶体，並且用光電管監控。

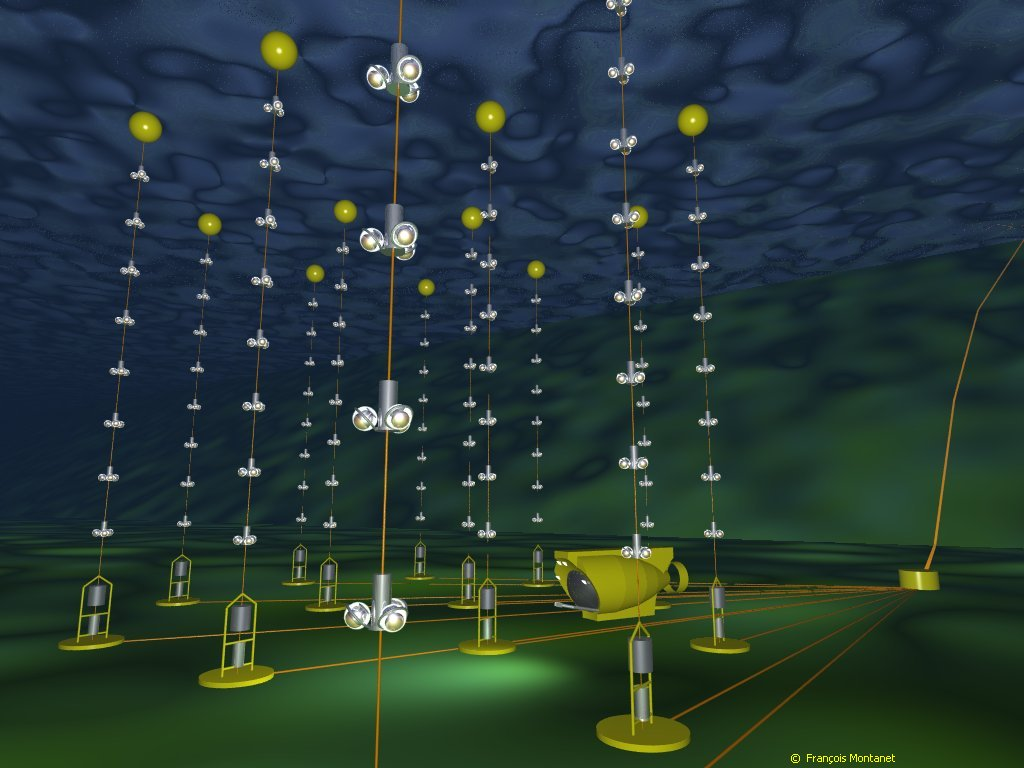

## 微中子觀測站
- 神冈探测器（日本），启用于1983年。
- 超级神冈探测器（日本），1990年代在神冈探测器的基础上扩建。
- 薩德伯里微中子觀測站（加拿大），启用于1999年。
- IceCube微中子觀測站（美国），启用于2010年。
- 江门地下中微子实验观测站（中国），计划于2020年启用。
- 巴克三微中子觀測所 (前苏联)，启用于1977年。
- 贝加尔湖深水中微子望远镜，啟用於1993年